# Songs of Silence
Songs of Silence is het eerste livealbum van de Finse powermetalband Sonata Arctica. Deze werd opgenomen op 4 september 2001 in Tokyo. Zowel de Japanse als de Koreaanse versie van deze cd heeft een exclusieve cover en een bonustrack. De eerste editie van deze cd had drie bonustracks die op latere edities niet meer voorkomen.

## Nummers
1. Intro
2. Weballergy
3. Kingdom for a Heart
4. Sing in Silence
5. False News Travels Fast
6. Last Drop Falls
7. Respect the Wildernis
8. FullMoon
9. The End of this Chapter
10. The Power of One (Japanse Bonustrack)
11. Replica
12. My Land
13. Black Sheep
14. Wolf&Raven
15. Blank File (Japanse Bonustrack)
16. Land of the Free (Japanse Bonustrack)
17. Peacemaker (Japanse Bonustrack; studioversie)